# RealPlayer
RealPlayer – odtwarzacz plików multimedialnych opracowany przez RealNetworks, odtwarzający m.in. formaty RealAudio, RealVideo oraz MP3, MPEG-4, QuickTime itd.
Pierwsza wersja RealPlayer ukazała się w kwietniu 1995. Był to odtwarzacz RealAudio, jeden z pierwszych obsługujących media strumieniowe przez Internet. Do wersji 8 program ten dostępny był jako RealPlayer Plus (komercyjny) lub RealPlayer Basic (darmowy). Kolejna wersja została nazwana RealOne Player. Z czasem powrócono do poprzedniego podziału. 
W tej chwili RealPlayer dostępny jest na następujące platformy: Microsoft Windows, OS X, Linux, Unix, Palm OS i Symbian. Istnieje również jego open source'owy odpowiednik, Helix Player. Aktualnie program ten, poza odtwarzaniem plików multimedialnych, obsługuje nagrywanie płyt CD i transfer plików do odtwarzaczy przenośnych (np. iPod, odtwarzacze MP3, urządzenia Windows Media), wyszukiwanie multimediów w Internecie, radio internetowe, biblioteki multimediów, ma zintegrowaną przeglądarkę internetową (opartą na Internet Explorer).

## Krytyka
RealPlayer jest częstym obiektem krytyki, głównie z powodu stosunkowo niskiej jakości odtwarzania w porównaniu do innych odtwarzaczy, jak również ze względu na to, że obecnie RealPlayer to też portal internetowy, czego efektem ubocznym jest to, że w tle wykonywane jest wiele czynności z tym związanych, a zupełnie zbędnych do odtwarzania obrazu.